# Stillwater (film)
Pour les articles homonymes, voir Stillwater.
Pour plus de détails, voir Fiche technique et Distribution.
Stillwater est un film dramatique américain réalisé par Tom McCarthy, sorti en 2021.
Il est présenté en avant-première au festival de Cannes 2021. Malgré des critiques plutôt positives, le film rencontre un accueil tiède au box-office : 300 000 spectateurs en France.

## Synopsis
Bill Baker est un ancien foreur de puits de pétrole originaire de la ville américaine de Stillwater, en Oklahoma. Il vit de petits boulots depuis son licenciement. Un jour, il se rend à Marseille pour y retrouver sa fille Allison. Cette dernière a été condamnée à neuf années de prison pour le meurtre de sa petite amie, qu'elle jure ne pas avoir commis. Elle est emprisonnée depuis plusieurs années à la prison des Baumettes.
Sur place, l'Américain est seul et ne parle pas un mot de français. Il va pouvoir compter sur l'aide de Virginie, une jeune comédienne de théâtre rencontrée dans un hôtel. Bill se redécouvre des instincts de paternité avec la fille de cette dernière, Maya, qu'elle élève seule.
Il va tenter de démontrer l'innocence de sa fille, notamment en essayant de retrouver un mystérieux jeune homme nommé « Akim », présent le jour du meurtre.

## Fiche technique
Sauf indication contraire, les informations mentionnées dans cette section peuvent être confirmées par les bases de données cinématographiques IMDb et Allociné,  présentes dans la section « Liens externes ».
- Titre original et français : Stillwater
- Réalisation : Tom McCarthy
- Scénario : Thomas Bidegain, Noé Debré, Marcus Hinchey et Tom McCarthy
- Musique : Mychael Danna[1]
- Direction artistique : Loïc Chavanon, Stéphane Cressend et Thierry Zemmour
- Décors : Philip Messina
- Costumes : Karen Muller Serreau
- Photographie : Masanobu Takayanagi
- Son : Ethan Andrus, Paul Hsu, Kyle Miller, Jean Umansky
- Montage : Tom McArdle
- Production : Liza Chasin, Steve Golin, Jonathan King et Tom McCarthy
  - Production déléguée : Thomas Bidegain, Noé Debré, Robert Kessel, David Linde, Jeff Skoll et Mari-Jo Winkler
  - Production associée : Corinne Golden Weber
  - Coproduction : Raphaël Benoliel et Melissa Wells
- Sociétés de production : 3dot productions, Amblin Partners, Anonymous Content, DreamWorks, Participant et Slow Pony
- Sociétés de distribution : Focus Features (États-Unis) ; Universal Pictures International France (France) ; WW Entertainment (Belgique)
- Budget : 20 millions USD[2]
- Pays de production :  États-Unis
- Langues originales : anglais, français
- Format : couleur — Codex Digital (en) — 1,85:1 — son Dolby Digital
- Genre : drame, thriller, policier
- Durée : 139 minutes
- Dates de sortie[3] :
  - France : 8 juillet 2021 (Festival de Cannes) ; 3 septembre 2021 (Festival du cinéma américain de Deauville) ; 22 septembre 2021 (sortie nationale)[4] ; 15 octobre 2021 (Festival image de ville)
  - États-Unis, Québec : 30 juillet 2021[5]
  - Belgique : 22 septembre 2021[6]
  - Suisse romande : 14 novembre 2021 (Festival international du film de Genève)
- Classification[7] :
  - États-Unis : les jeunes de moins de 17 ans doivent être accompagnés d'un adulte (R – Restricted)[N 1]
  - France : tous publics[8]
  - Belgique : potentiellement préjudiciable jusqu'à 12 ans (Mogelijk schadelijk voor kinderen onder de 12 jaar)[6],[9]
  - Québec : tous publics - déconseillé aux jeunes enfants (G - General Rating)[5]

## Distribution
- Matt Damon (VF : Damien Boisseau) : Bill Baker
- Abigail Breslin (VF : Juliette Allain) : Allison Baker, fille de Bill
- Camille Cottin (VF : elle-même) : Virginie Leterrier, actrice de théâtre
- Lilou Siauvaud (VF : elle-même) : Maya Leterrier, fille de Virginie
- Deanna Dunagan (VF : Frédérique Cantrel) : Sharon Baker, grand-mère d'Allison
- Idir Azougli (VF : lui-même) : Akim
- Anne Le Ny (VF : elle-même) : maître Leparq, avocate d'Allison
- Moussa Maaskri (VF : lui-même) : Dirosa, policier retraité, détective privé
- Naidra Ayadi (VF : elle-même) : Nedjma
- William Nadylam (VF : lui-même) : Patrick Okonedo, professeur
- Alban Casterman (VF : lui-même) : le directeur de l'hôtel
- Michel Bompoil : Rafe Laurent
- Jean-Marc Michelangeli (VF : lui-même) : le capitaine de police
- Bastien d'Asnières (VF : lui-même) : Renaud
- Grégory Di Meglio (VF : lui-même) : Stéphane, l'assistant de maître Leparq
- Éric Marcel (VF : lui-même) : le détective privé en poste
- Kelly Martins (VF : elle-même) : l'infirmière
- Olivier Ho Hio Hen (VF : lui-même) : le nouveau propriétaire du bar jeune

## Production

### Genèse et développement
En juillet 2019, on annonce que Tom McCarthy va mettre en scène un film avec Matt Damon dans le rôle principal,. Le scénario s'inspire de l'histoire d'Amanda Knox, une Américaine accusée du meurtre de Meredith Kercher en Italie en 2007. Cette affaire avait profondément marqué le réalisateur :

« J'ai suivi de très près les nombreux personnages entourant l'affaire, mais la première chose que j'ai retenue, c'est que je me suis demandé ce que cela pouvait représenter pour un étudiant américain de partir en Europe pour ce qui devrait être l'un des moments les plus excitants de la vie d'un jeune adulte et de se retrouver mêlé à cette tragédie. Il y avait tellement de rebondissements dans cette histoire que tous les téléspectateurs étaient captivés... Qui sont les personnes qui lui rendent visite, et quelles sont leurs relations ? Quelle est l'histoire autour de l'histoire ? »

Tom McCarthy collabore avec Marcus Hinchey pour écrire le scénario. Cependant, il n'est pas satisfait du résultat et se concentre sur un autre projet : Spotlight. Quelques années plus tard, Tom McCarthy s'attèle à nouveau à ce projet : « Je ne l’avais pas relu depuis sept ou huit ans. C’était un formidable point de départ, mais le scénario ne tenait pas la route. Par ailleurs, d’un point de vue politique, il a été écrit sous Obama. Je le relisais au début de la présidence de Trump et le pays avait considérablement changé. C’était d’ailleurs très éclairant de redécouvrir le script à la lumière de ces mutations, et c’est ce qui m’a poussé à l’aborder sous un nouvel angle. » Le personnage principal est en effet un roughneck (en), c'est-à-dire un travailleur manuel, membre de la classe ouvrière, probable soutien de Trump,.
Tom McCarthy collabore ensuite avec les scénaristes français Thomas Bidegain et Noé Debré. Il est peu à peu décidé de s'éloigner de l'histoire vraie pour construire une fiction : « Nous avons décidé de laisser de côté l'affaire Amanda Knox, mais de prendre quand même une partie de l'histoire – une Américaine étudiant à l'étranger impliquée dans un crime sensationnel et se retrouvant en prison – et de tout fictionnaliser autour. » Tom McCarthy est notamment fasciné par la relation de l'accusée avec son père et veut centrer le film sur cela. Il a par ailleurs avoué s'être également inspiré des podcasts policiers S-Town.
Pour le lieu de l'intrigue, Tom McCarthy voulait réaliser depuis plusieurs années un thriller situé dans une ville portuaire européenne en s'inspirant de plusieurs auteurs comme Andrea Camilleri, Massimo Carlotto et Jean-Claude Izzo : « Il m’a suffi de me rendre une fois à Marseille pour savoir que j’avais trouvé ma ville portuaire. L’atmosphère et les couleurs de la ville étaient, de toute évidence, cinématographiques – et le mélange de cultures, comme le rythme de cette métropole méditerranéenne, me semblait être le cadre idéal du film. »
En juillet 2019, Abigail Breslin rejoint le film. En septembre, l'actrice française Camille Cottin rejoint la distribution.
Steve Golin, producteur du film, décède en avril 2019.

### Tournage
Le tournage débute en août 2019,, à Marseille (notamment dans les quartiers de L'Estaque et Bonneveine). Une séquence est tournée au stade Vélodrome, lors du match entre l'Olympique de Marseille et l'AS Saint-Étienne le 1er septembre. Quelques plans sont tournés dans une zone désaffectée de la prison des Baumettes. L'équipe tourne également en Oklahoma : Stillwater, El Reno, Arcadia, Chickasha et Guthrie.

## Accueil

### Sortie
La sortie américaine était initialement prévue en novembre 2020. En raison de la pandémie de la Covid-19, la sortie est reportée au 30 juillet 2021.

### Accueil critique
Le film reçoit des critiques plutôt positives. Sur l'agrégateur américain Rotten Tomatoes, il récolte 75 % d'opinions favorables pour 181 critiques et une note moyenne de 6.6⁄10. Le consensus du site est le suivant : « Stillwater n'est pas parfait, mais son approche réfléchie des thèmes intelligents — et les solides performances de ses acteurs — confèrent à ce drame d'actualité une puissance croissante. » Sur Metacritic, il obtient une note moyenne de 60⁄100 pour 40 critiques.
En France, le site Allociné recense 36 critiques presse pour une moyenne de 3.3⁄5.
Amanda Knox — dont le film s'inspire — a fortement critiqué le film. Sur les réseaux sociaux elle déclare notamment « Mon nom m’appartient-il ? Et mon visage ? Qu’en est-il de ma vie ? Mon histoire ? Pourquoi mon nom est-il utilisé pour parler d’évènements dont je ne suis pas responsable ? [...] J’en reviens à ces questions parce que d’autres personnes continuent à tirer profit de mon nom, de mon visage et de mon histoire sans mon consentement. »

### Box-office
Le film démarre timidement au box-office américain avec seulement 5 188 150 $ pour son premier week-end d'exploitation.
| Pays ou région    | Box-office      | Date d'arrêt du box-office | Nombre de semaines |
| ----------------- | --------------- | -------------------------- | ------------------ |
| États-Unis Canada | 14 465 535 USD  | 16 septembre 2021          | 7                  |
| France            | 301 381 entrées | 2 novembre 2021            | 6                  |
| Total mondial     | 19 754 272 USD  | -                          | -                  |

## Distinctions

### Nominations
- Festival international du film de Miskolc 2021 : meilleur long métrage pour Tom McCarthy
- Hollywood Music In Media Awards (HMMA) 2021 : meilleure musique originale - long métrage pour Mychael Danna

### Sélections
- Festival de Cannes 2021 : longs métrages - hors-compétition
- Festival du cinéma américain de Deauville 2021 : film d'ouverture et premières - hors compétition

## Éditions en vidéo
- En France, le film Stillwater est sorti en VOD le 21 janvier 2022[4], puis en DVD et Blu-ray le 26 janvier 2022[30],[31].